# Radio Studio 54 Network
Radio Studio 54 Network је италијанска приватна радио станица са седиштем у Локрију.

## Радио домаћини
- Лучано Прокопио
- Росела Лафаче
- Енцо Дичијера
- Марика Торчивија
- Деметрио Малџери
- Франко Сицилијано
- Паоло Сија
- Мара Речичи